# Patensie

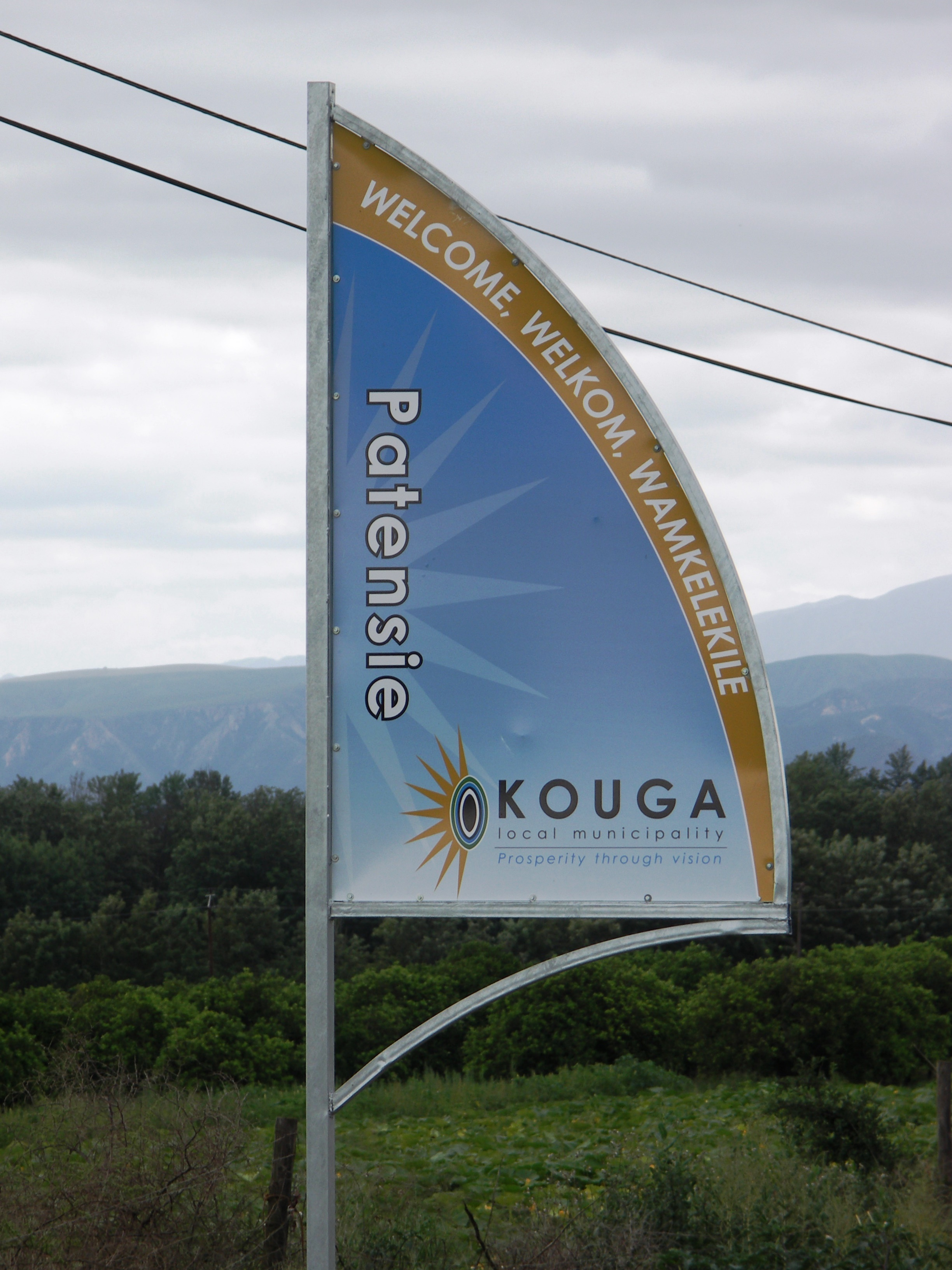
Hinweisschild an der R331 nahe Patensie

Patensie ist eine Kleinstadt, die zum Distrikt Sarah Baartman gehört und in der südafrikanischen Provinz Ostkap liegt. Nicht weit von ihr befinden sich das Baviaanskloof-Naturschutzgebiet und der Cockscomb-Berg, der zweithöchste Berg in der Provinz Ostkap. Der Name Patensie geht auf ein Khoikhoi-Wort zurück, das Ruhestätte für die Rinder bedeutet. In der Gegend um die Stadt werden vor allem Zitrusfrüchte und Tabak angebaut, die durch den nahe gelegenen Kouga-Damm mit ausreichend Wasser versorgt werden. Zusätzlich beginnt der Tourismus eine größere Rolle zu spielen.
Patensie wurde 1858 gegründet und hatte im Jahr 2011 5263 Einwohner.